# Двойная восьмёрка (петля)
Двойна́я восьмёрка (англ. Double Figure-Eight Loop), также за́ячьи у́ши (Bunny Ears) — временный крепёжный узел, завязываемый на середине альпинистской верёвки, используемый преимущественно в спелеотуризме для страховки, когда нужна пара регулируемых петель для приблизительного (условного) выравнивания нагрузки на две точки закрепления и обеспечения повышенной надёжности станции. Также узел может быть использован в быту (когда петли — совмещены) для большей прочности.

## Способ завязывания

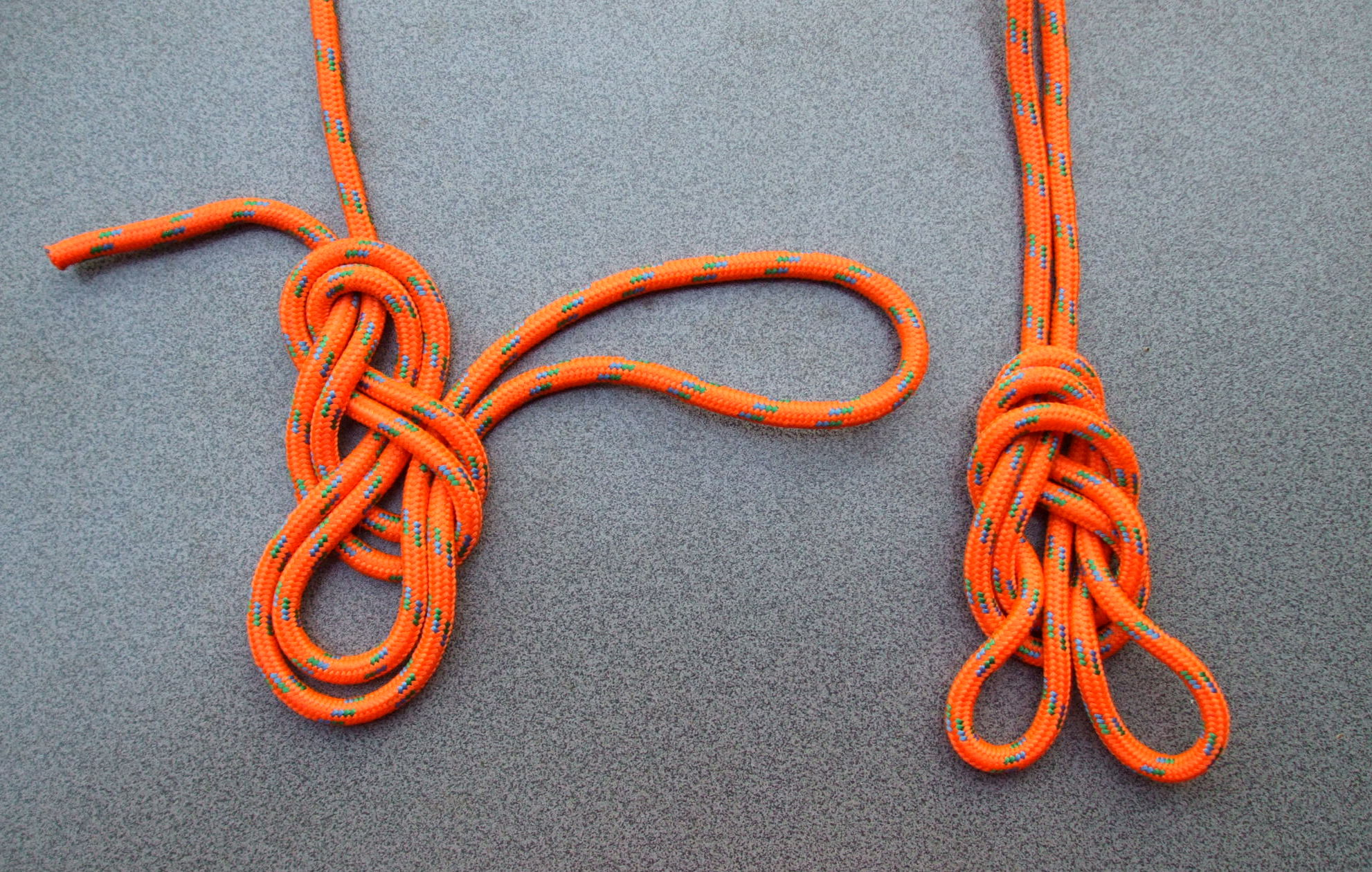
Один из способов завязывания узла — спелеотуристический

Существуют несколько способов завязывания двойной восьмёрки:
- Бытовой способ — сделать закрытую петлю на середине верёвки; завязать восьмёрку, но без заключительного пропускания ходового конца верёвки сквозь верхнюю часть узла; обернуть образовавшейся петлёй обратную сторону узла так, чтобы вершина петли легла поверх узла и его двойной ветви на коренные концы верёвки; вытянуть двойную ветвь из петли и затянуть[5]
- Спелеотуристический способ — завязать восьмёрку закрытой петлёй на середине верёвки, но в заключительной фазе ходовой конец верёвки сложить пополам, вставить в верхнюю часть узла и затянуть; обернуть обратную сторону узла образовавшейся петлёй и затянуть

Ошибки при завязывании
- Создание перехлёстов (труднее развязывать)
- Одни спелеотуристы располагают вершину петли поверх узла над сдвоенной ветвью (что позволяет развязать узел намного легче после нагрузки, в сравнении с последующим вариантом), другие же спелеотуристы располагают вершину петли посреди узла под сдвоенной ветвью (что делает узел плоским и красивым, однако его значительно труднее развязывать, в сравнении с предыдущим вариантом)
- Недостаточное затягивание узла (затягивание узла осуществляют, тщательно обтягивая каждые отдельные коренной конец и петлю весом тела)

Способ развязывания
Потянуть вершину петли до полного развязывания.

## Признаки
Плюсы
- Узел — надёжен
- Не «ползёт»

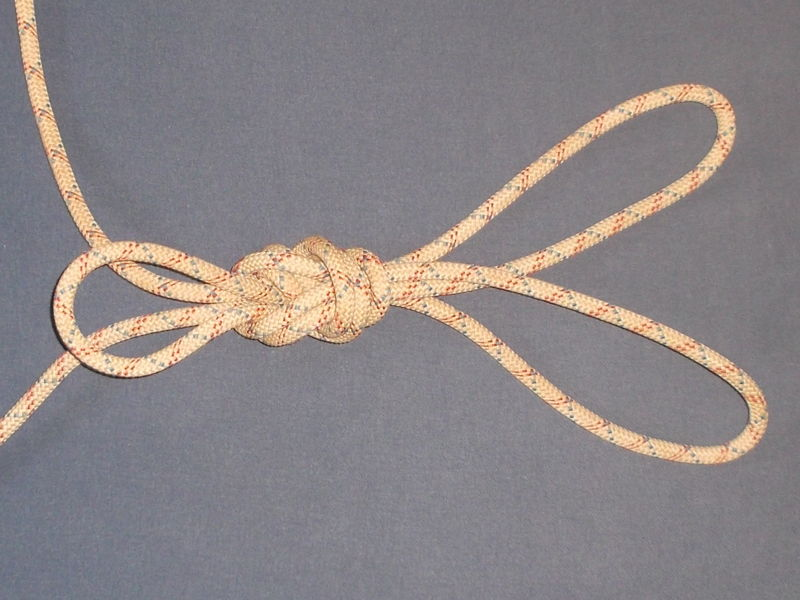
Один из способов завязывания двойной восьмёрки с дополнительной (третьей) петлёй

- Возможно крепить верёвки на разные крюки станции, подобрав размер петель («ушей») для приблизительного уравнивания натяжения

Минусы
- Сильно затягивается
- Трудно развязывать после нагрузки
- Большой расход верёвки

## Применение
В спелеотуризме

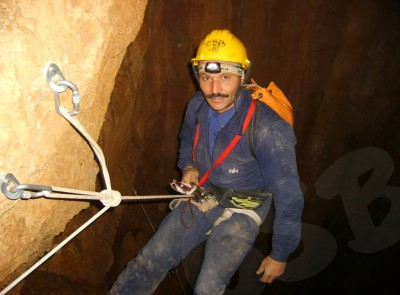
Применение двойной восьмёрки для крепления на двух точках станции

- В спортивных спелеотуризме и альпинизме узел «заячьи уши» (двойная восьмёрка) применяют для создания пары регулируемых петель, и где требуется двойная надёжность
- В быту для повышения прочности верёвки её удваивают, а в этом случае используют узел «двойная восьмёрка» на конце верёвки